# São Tomé és Príncipe a 2024. évi nyári olimpiai játékokon
São Tomé és Príncipe a franciaországi Párizsban megrendezett 2024. évi nyári olimpiai játékok egyik részt vevő nemzete volt. Az országot az olimpián 3 sportágban 3 sportoló képviselte, akik érmet nem szereztek.

## Atlétika
Női
| Versenyző     | Versenyszám | Selejtező | Selejtező | Selejtező | Előfutam | Előfutam | Előfutam | Elődöntő | Elődöntő | Elődöntő | Döntő   | Döntő    |
| Versenyző     | Versenyszám | Idő       | Hely.     | Össz.     | Idő      | Hely.    | Össz.    | Idő      | Hely.    | Össz.    | Idő     | Helyezés |
| ------------- | ----------- | --------- | --------- | --------- | -------- | -------- | -------- | -------- | -------- | -------- | ------- | -------- |
| Gorete Semedo | 100 m       | 11,44     | 1.        | 2.        | 11,43    | 6.       | 46.      | kiesett  | kiesett  | kiesett  | kiesett | kiesett  |

## Cselgáncs
Férfi
| Versenyző            | Versenyszám | 32-es főtábla                    | Nyolcaddöntő      | Negyeddöntő       | Elődöntő          | Vigaszág elődöntő | Bronz- mérkőzés   | Döntő             | Helyezés |
| Versenyző            | Versenyszám | Ellenfél Eredmény                | Ellenfél Eredmény | Ellenfél Eredmény | Ellenfél Eredmény | Ellenfél Eredmény | Ellenfél Eredmény | Ellenfél Eredmény | Helyezés |
| -------------------- | ----------- | -------------------------------- | ----------------- | ----------------- | ----------------- | ----------------- | ----------------- | ----------------- | -------- |
| Roldeney de Oliveira | Könnyűsúly  | Igor Wandtke (GER) · 00(2)–10(0) | kiesett           | kiesett           | kiesett           | kiesett           | kiesett           | kiesett           | 17.      |

## Kajak-kenu

### Gyorsasági
Női
| Versenyző         | Versenyszám      | Előfutam | Előfutam | Előfutam | Negyeddöntő | Negyeddöntő | Negyeddöntő | Elődöntő | Elődöntő | Elődöntő | Döntő   | Döntő   | Döntő    | Helyezés |
| Versenyző         | Versenyszám      | Idő      | Hely.    | Össz.    | Idő         | Hely.       | Össz.       | Idő      | Hely.    | Össz.    | Típus   | Idő     | Helyezés | Helyezés |
| ----------------- | ---------------- | -------- | -------- | -------- | ----------- | ----------- | ----------- | -------- | -------- | -------- | ------- | ------- | -------- | -------- |
| Herminia Teixeira | Kenu egyes 200 m | 59,44    | 6.       | 32.      | 1:00,28     | 8.          | 21.         | kiesett  | kiesett  | kiesett  | kiesett | kiesett | kiesett  | 31.      |